# أينكي
أينكي (هانغل: 잉키) مغنية كورية جنوبية، بدات مسيرتها الغنائية عام 2010.

## الألبومات
| اسم الألبوم       | أسماء الاغاني     | تاريخ الاصدار |
| ----------------- | ----------------- | ------------- |
| 시그널 OST Part 2 | 떠나야 할 그 사람 | 5 شباط 2016   |
| 구해줘 OST Part.1 | I Am              | 14 آب 2017    |